# أدريانا فوستر
أدريانا فوستر (بالإسبانية: Adrianna Foster)‏ هي مغنية مؤلفة مكسيكية، ولدت في 8 يوليو 1986 في غوادالاخارا في المكسيك.